# Wabtec Germany

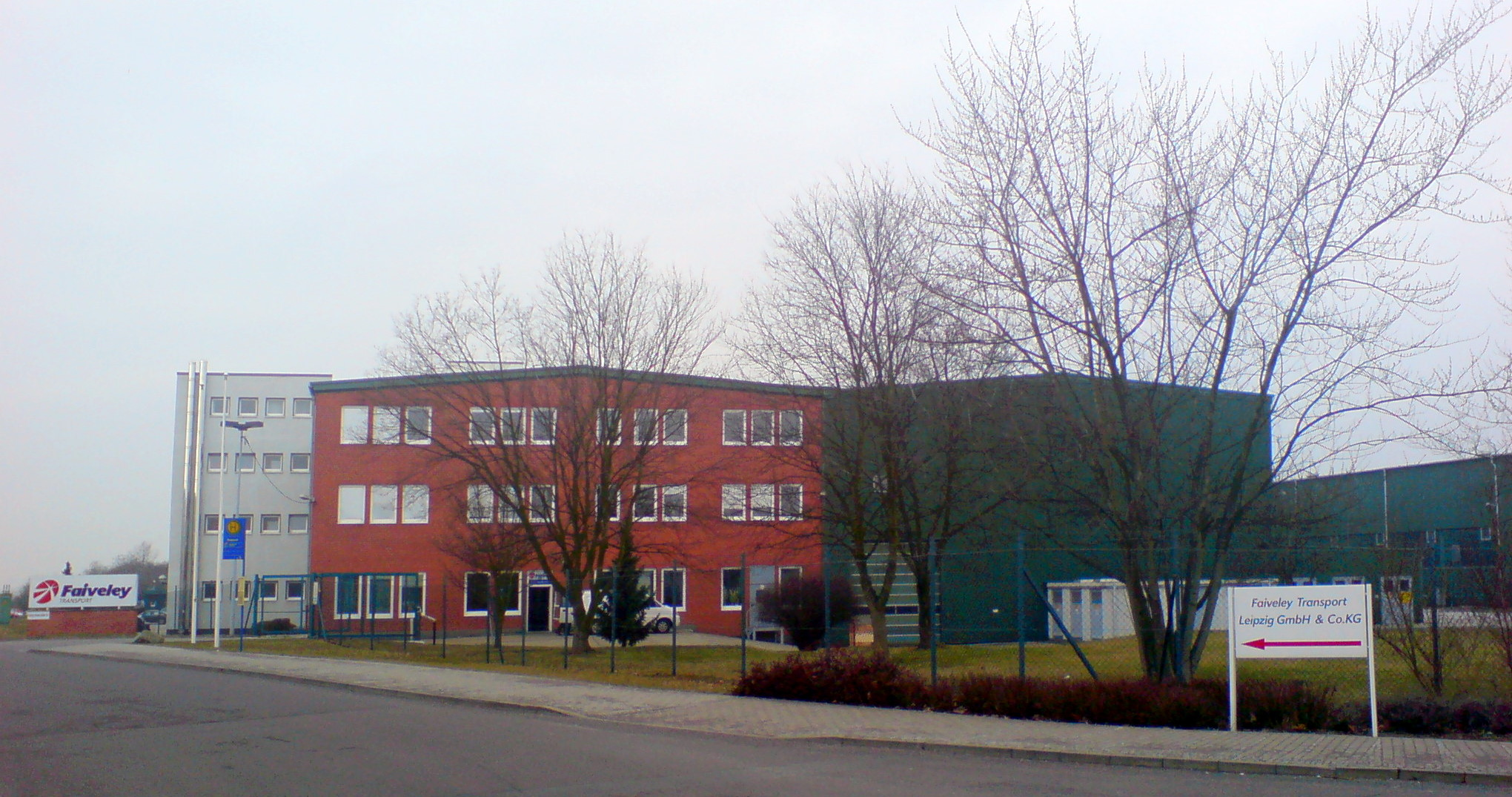
Firmengelände Ostseite mit Verwaltungsgebäude und Fertigungshallen

Die Wabtec Germany GmbH, bis 2024 Faiveley Transport Leipzig und Faiveley Transport Bochum, ist ein Zulieferer für den Schienenfahrzeugbau mit Sitz in Schkeuditz, die weltweit spezialisierte Klimatechnik und Zubehör entwickelt, baut und liefert. Das Unternehmen ist Teil der Faiveley Transport Gruppe. Kunden sind Schienenfahrzeughersteller wie Alstom (TGV, Citadis), Siemens (ICE) und Stadler (Flirt, EC250).

## Produkte

### Luftbehandlungssysteme
Systeme zur Klimatisierung von Schienenfahrzeugen erhöhen den Fahrgastkomfort durch Lüften, Kühlen, Heizen und Filterung. Die wesentlichen Größen sind Temperatur, Luftfeuchtigkeit, Wärmestrahlung (Oberflächentemperatur und Durchgang durch Fenster), Luftgeschwindigkeit im Fahrgastraum und der Schallpegel. Die Klimasysteme werden ihrem Einsatzort (geographische Lage) und der Anwendungsart (Straßenbahn, U-Bahn, Regionalbahn oder Hochgeschwindigkeitszug) angepasst. Sie werden auch als HVAC-Systeme bezeichnet (von englisch Heating, Ventilating and Air Conditioning) oder HLK-Systeme (von „Heizung, Lüftung, Klimatechnik“).
Die Systeme bestehen im Allgemeinen aus den folgenden Elementen:
- Klimagerät für Fahrgastraum und Fahrerstand/Führerraum
- Luftumwälzungssysteme (Frischluftzufuhr mit teilweiser Wiederverwendung von Raumluft)
- Verteilung von aufbereiteter Luft (Zuluft Kanalsystem)
- Abluft (mit teilweiser Absaugung von Raumluft)
- Regelungssystem (Klimaregler mit Software, Sensoren und Anzeigesysteme)
- Nachheizung (Bodenheizung, Kanalheizung)
- Elektrik (elektrische Schalttafel, Umrichter für elektrischen Strom)

### Druckschutzeinrichtungen
Druckschutzeinrichtungen für druckertüchtigte Schienenfahrzeuge schützen Fahrgäste vor Druckwellen, die bei Tunneldurchfahrt oder Zugbegegnung entstehen. Ihre Bedeutung steigt mit der Geschwindigkeit der Züge und sind deshalb bei Zügen mit Hochgeschwindigkeit und Superhochgeschwindigkeit (über 300 km/h) zwingend notwendig.

## Geschichte
Die Faiveley Transport Leipzig hat ihre Ursprünge in der Hagenuk GmbH aus Kiel und der MAB Schkeuditz. Hagenuk wurde 1899 als Neufeldt & Kuhnke gegründet. 1989 wurde die Fahrzeugklimasparte als Hagenuk Fahrzeugklima GmbH ausgegliedert und übernahm 1991 den Bereich Erzeugnisse für Schienenfahrzeuge der ehemaligen MAB Schkeuditz. Die MAB war 1947 durch Verstaatlichung der Flugzeugreparatur-Werkstatt Schkeuditz entstanden und der größte Betrieb des VEB Kombinate Luft- und  Kältetechnik (ILKA).
1995 wurde die Hagenuk Fahrzeugklima GmbH von der Faiveley S.A. Saint Denis (Frankreich) erworben. Im Jahr 2001 wurde das Unternehmen umstrukturiert und in HFG HVAC Faiveley GmbH und Co. KG umbenannt, 2005 folgte eine weitere Umfirmierung in Faiveley Transport Leipzig GmbH und Co. KG. Im Juni 2024 erfolgte die Umbenennung ist Wabtec Germany GmbH